# Hellyethira basilobata
Hellyethira basilobata är en nattsländeart som beskrevs av Wells 1979. Hellyethira basilobata ingår i släktet Hellyethira och familjen smånattsländor. Inga underarter finns listade i Catalogue of Life.